# 纓尾目
纓尾目（學名：Thysanura），又稱為總尾目，現在已被贊成不使用此目，野生种类的石蛃科 Machilidae 和 Meinerellidae 過去被劃為纓尾目，現在牠們有了自己的目—石蛃目（學名：Archaeognatha），以及衣鱼目（學名：Zygentoma）。
現今纓尾目已不再被認可，但此名稱仍然會出現在一些出版材料中。

## 外部連結
- 延陵昆蟲志 （页面存档备份，存于） 對衣魚等纓尾目昆蟲的介紹